# Exa Corporation
Pour les articles homonymes, voir Exa (homonymie).
Exa Corporation est une entreprise américaine d'ingénierie fondée en 1992 par Kim Molvig, professeur au Massachusetts Institute of Technology, et basée à Boston, aux États-Unis. Exa propose des solutions numériques en mécanique des fluides dédiées aux études aérodynamiques, acoustiques et thermiques.
Son principal produit est PowerFLOW, un logiciel basé sur les équations de Lattice Boltzmann, qui peut simuler avec une grande précision des flux dans les régimes à faible nombre de Mach. Il est très fréquemment utilisée en automobile et plus généralement dans les industries du transport.
Fin 2017, Dassault Systèmes acquiert Exa Corporation pour 400 millions de dollars américains.